# Kuitenbergweg
De Kuitenbergweg is een straatnaam en heuvel in het Heuvelland gelegen tussen de Maastrichtse wijk Amby en het dorp Berg in het zuiden van de Nederlandse provincie Limburg.

## Wielrennen
De beklimming start vanuit Amby, een wijk van Maastricht. Het eerste deel (Hoevereweg) is licht stijgend, daarna is het 900 meter wat steiler om weer licht stijgend te eindigen (Kuitenbergweg).